# Priya Dutt
Pour les articles homonymes, voir Dutt.
Priya Dutt Roncon, née le 28 août 1966 à Bombay en Inde, est une femme politique indienne. 
Elle est élue pour la première fois au 14e Lok Sabha de la circonscription de Mumbai North West dans le Maharashtra le 22 novembre 2005, représentant le parti du Congrès national indien. Elle représente la circonscription de Mumbai North Central dans le 15e Lok Sabha à partir de 2009, et y est réélue depuis. 
Aux élections générales indiennes de 2014, elle est battue par Poonam Mahajan du BJP par un écart d'environ 186 000 voix. Elle échoue de nouveau derrière le même rival le 23 mai 2019, avec un écart de 130 000 voix.

## Biographie

### Jeunesse, formation
Priya Dutt, née en 1966, est la fille de l'acteur et homme politique de Bollywood Sunil Dutt et de son épouse l'actrice Nargis. Elle est d'origine punjabi,. Ses parents ont été élus pour représenter le Congrès national indien, et son père était ministre du gouvernement. Elle est la sœur de l'acteur Sanjay Dutt et de Namrata Dutt. Avec sa sœur, elle a publié des mémoires, M. et Mme Dutt: Memories of our Parents, en 2007.
Elle a obtenu un BA en sociologie au Sophia College de l'université de Mumbai (alors université de Bombay). Elle est titulaire d' un diplôme d'études supérieures en production télévisuelle du Center for Media Arts, à New York City, aux États-Unis.

### Politique
En 2005, à la suite du décès de son père, Sunil Dutt, et malgré un faible taux de participation, elle lui succède en remportant son siège au Lok Sabha avec une marge de 172 043 voix d'avance sur son adversaire Shiv Sena. Priya Dutt a fait l'objet d'une couverture médiatique considérable pour cette victoire, en partie à cause de la célébrité de sa famille.
Après cette élection, Priya Dutt est nommée secrétaire du Comité du Congrès pan-indien. Aux élections générales indiennes de 2014, elle est battue par Poonam Mahajan du BJP par un écart d'environ 186 000 voix. Aux élections générales du 23 mai 2019, elle est une fois de plus battue par son rival Poonam Mahajan avec un écart de 130 000 voix.

### Autres activités
Après l'université, Priya Dutt travaille pour la télévision et la vidéo. Elle étudie au Center for the Media Arts à New York. Pendant et après les émeutes de Bombay, Priya Dutt travaille avec des réfugiés musulmans à Mumbai. Elle a déclaré avoir reçu des appels téléphoniques menaçants et être victime de harcèlement public.
Priya Dutt a également fondé le Nargis Dutt Memorial Charitable Trust (NDMCT), qui avait été initié par son père Sunil Dutt, en mémoire de sa mère Nargis Dutt morte d'un cancer en 1981.

### Vie privée
Priya a épousé Owen Roncon le 27 novembre 2003. Roncon est un associé d'Oranjuice Entertainment, une société de promotion de la musique, et de Fountainhead Promotions & Events Pvt Ltd, une société de marketing. Roncon est un catholique de Bandra, Mumbai. Ils ont deux fils, Sumair, né en 2007, et Siddharth, né en 2005.

## Œuvres
- M. et Mme Dutt: Memories of our Parents, Namrata Dutt Kumar et Priya Dutt, Roli Books, 2007  (ISBN 978-81-7436-455-5)[4].